# Отто Ретовський
Отто Ретовський (нім. Otto Retowski) (1849—1925) — пруський зоолог і нумізмат, відомий дослідженнями природи та історії Криму. 
Зробив суттєвий внесок у вивчення наземних молюсків Кавказу та Криму.
Описав 26 визнаних нових для науки видів молюсків.

## Життєпис
Народився у дворянській родині в Гданську (тоді Пруссія). Протягом 1868—1872 років навчався в Кенігсберзькому університеті на зоолога, але не закінчив його через брак коштів. У 1872 році переїхав до Подільської губернії та працював там приватним вчителем німецької мови. У 1874 в Одесі склав іспит на право бути вчителем німецької у гімназії. З 1875 року жив у Феодосії в Криму, викладав німецьку в місцевій гімназії. Одночасно був директором Феодосійського музею старожитностей протягом 1875—1900 років. У цей період зібрав значні колекції молюсків, комах, викопних решток, монет тощо. З 1900 року працював у Ермітажі в Петербурзі.

## Деякі праці
- Retowski O. 1883. Die Molluskenfauna der Krim. Malakozoologische Blätter. 6: 1–34.
- Retowski O. 1883. Am Strande der Krim gefundene, angeschwemmte transcaucasische (?) Binnenconchylien. Malakozoologische Blätter. 6: 53–61.
- Retowski O. 1886. Eien neue Helix aus der Krim. Malakozoologische Blätter. 8: 82–83.
- Retowski O. 1887. Am Strande der Krim gefundene angeschwemmte Binnenconchylien. Malakozoologische Blätter (Neue Folge). 9 (1): 22–42.
- Retowski O. 1888. Beiträge zur Molluskenfauna des Kaukasus. Bulletin de la Société impériale des naturalistes de Moscou (N.S.). 2: 277—288.
- Retowski O. 1889. Liste der von mir auf meiner Reise con Konstantinopol nach Batum gesammelten Binnenmollusken. Bericht über die Senckenbergische Naturforschende Gesellschaft in Frankfurt am Main: 225—265.
- Retowski O. 1893. Die tithonischen Ablagerungen von Theodosia. Ein Beitrag zur Paläontologie der Krim. Bulletin de la Société impériale des naturalistes de Moscou (N.S.). 7 (2-3): 206—301.
- Retowski O. 1910. Materialien zur Kenntnis der Molluskenfauna des Kaukasus. Известия Кавказского музея. 6: 271—334.

## Вшанування
На честь дослідника названо 6 визнаних видів і один рід молюсків, а також комаху анадримадузу Ретовського.
- Retowskia O. Boettger, 1881
- Conulopolita retowskii (Lindholm, 1914)
- Drilolestes retowskii (O. Boettger, 1884)
- Elia retowskii H. Nordsieck, 1984
- Micropontica retowskii (O. Boettger, 1888)
- Paradacna retowskii Andrusov, 1917
- Sarmatigibbula retowskii (Kolesnikov, 1931)
- Anadrymadusa retowskii (Adelung, 1907)